# カレーヨーグルト
カレーヨーグルトは森永乳業が1998年3月31日に発売したヨーグルトである。内容量は130グラム、価格は148円。

## 概要

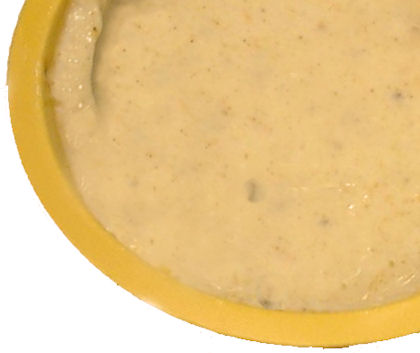
内容物

カレーを作る際、隠し味としてしばしばヨーグルトが用いられるが、この商品は逆に、ヨーグルトにカレーが加えられたものである。パッケージは一食サイズのヨーグルトそのものであるが、象やターバンをかぶったインド人のイラストが描かれたオレンジ色をベースとしたデザインとなっており、明確にカレーを連想させるものである。フタの部分には「電子レンジでの加熱はおやめください」という赤文字の注意書きや、日本語とヒンディー語の併記による「ビックリなおいしさ」というキャッチフレーズも書かれている。
内容は一見すればクリーム色をしたヨーグルトであるが、カレーの香りが非常に強く、粒のように細かく刻まれた牛肉や野菜（ニンジン、タマネギ、ジャガイモ）が含まれている。

## エピソード
当時の『日経産業新聞』（1998年4月7日28面）により取り上げられた記事によると、
- 首都圏200名へのモニター結果では「買ってみたい」と答えた人が58%、「おいしい」と答えた人は48%しかおらず、社内でも賛否両論あった[4]。
- 森永乳業のデザート・ヨーグルト部マーケティング担当次長は「成功すれば、今までにないヨーグルトの分野が開ける」と力説していた[4]。
- この次長は、初年度に十億円の売り上げを目指すと自信を見せていた[4]。

『日本経済新聞』では「味には好き嫌いありそうだが、若い人には案外支持されるかもしれない」と書かれた。
販売期間はきわめて短期間だったが、非常に衝撃的な商品であったために多くのウェブサイトで取り上げられ、「日本一まずいヨーグルト」「罰ゲームに最適」「まずくて食べれなかった」「腐りかけて酸っぱくなったカレーの冷めたままのものと似た味」など非常に手厳しい感想が寄せられた。一部の好事家からは「伝説」「幻の商品」ともいわれている。

## 原材料
- 生乳
- 乳製品
- 糖類（砂糖、水飴）
- 野菜（じゃがいも、にんじん、たまねぎ）
- 牛肉
- 香辛料
- 食塩
- フルーツチャツネ
- 食用たんぱく
- ブイヨンパウダー
- 調味料（アミノ酸等）
- 増粘多糖類
- 香料